# 武田元綱
武田 元綱（たけだ もとつな）は、室町時代から戦国時代の武将。安芸武田氏当主武田信繁の四男で、信栄、信賢、国信の弟。元繁の父。安芸佐東銀山城主。

## 生涯
安芸武田氏の家督は、武田信繁の長男・信栄が急死したため、次男である信賢に譲られていた。しかし、信賢は若狭・丹後守護識として若狭を中心に活動したため、兼任していた安芸佐東郡・安南郡・山県郡の分郡守護識に関しては、父・信繁が代官的立場で大内教弘と戦いながら統治していた。そして、信繁に従っていた4男の元綱は、長禄元年（1457年）に大内氏の大軍が佐東銀山城に攻めて来た時に、16歳で初陣を迎えている。
寛正6年（1465年）に信繁が亡くなると、元綱は佐東銀山城主となり、父の跡を継ぐ兄の代官として安芸分郡を支配するようになった。応仁元年（1467年）から始まる応仁の乱では、大内政弘（教弘の子）との対立関係から東軍の細川勝元に属し、信賢及び三兄・国信と共に赤松政則らと並ぶ東軍の主力として市街戦を展開した。しかし東軍の敗北が続くと西軍側の毛利豊元らの誘いに乗り、文明3年（1471年）1月に元綱は無断で大内方に転じた。その半年後には信賢が病死したため、国信が若狭武田氏の当主となり、若狭・丹後守護と安芸分郡守護も引き継いだ。
元綱が兄を裏切り大内方に転じたのは、佐東銀山城に拠り父から受け継いだ分国守護代的な立場から脱却して、惣領家からの独立を画策していたためだと考えられる。文明13年（1483年）には、政弘らの仲介により国信と和解。安芸分国の経営を任されたものの、あくまでも分国守護職は国信が掌握していた。 
明応7年（1498年）の大内義興の安芸侵攻では子の元繁と共に果敢に戦い、これを撃退して領国の保持に成功する。だが、明応の政変で失脚した前将軍足利義尹が明応9年（1500年）に大内義興を頼って亡命すると、義尹の仲介で義興とともに義尹を支持することになった。その結果、大内氏との争いは一時的に収まったものの、現将軍足利義澄を支持していた武田元信（国信の子）とは敵対することになり、結果的に惣領家からの独立を果たすことになった。
しかし大内氏の圧迫は元綱を終生悩ませ続け、この悩みは安芸武田氏滅亡まで続くこととなる。永正2年（1505年）に病死し、跡を元繁が継いだ。